# Седем години след... (live)
“7 (Седем) години след...” LIVE е концертен албум на българската рок-група Ахат издаден 1999 г. от Harbour Island Records.
Албумът е с продължителност 32 минути и съдържа пет песни.

### Състав на групата
1. Звездомир Керемидчиев – вокал
2. Антоний Георгиев – клавир
3. Юрий Коцев – ударни
4. Антоан Хадад – китара/вокал
5. Даниел Ризов /„Денис“/ – бас/вокал

### Любопитни факти
1. Албумът е записан от групата, която е поканена да „подгрее“ първия от двата концерта на Deep Purple в България в Зимния дворец на спорта в гр. София през 1998 г.
2. Същевременно концертът в Зимния дворец е знаменателен и с това, че е първото излизане на сцена след седем годишна пауза.
3. Албумът включва четири стари композиции, чийто автор е Божидар Главев, и една нова /Розови мечти/, композирана от Звездомир Керемидчиев.
4. Единствен китарист на групата остава Антоан Хадад, тъй като основният композитор и текстописец Божидар Главев е преустановил активната си творческа дейност и се е отдал на новото си поприще на православен свещеник.